# An Hyo-yeon
An Hyo-Yeon (Incheon, 16 april 1978) is een Zuid-Koreaans voetballer.

## Zuid-Koreaans voetbalelftal
An Hyo-Yeon debuteerde in 1998 in het Zuid-Koreaans nationaal elftal en speelde 14 interlands, waarin hij 5 keer scoorde.